# Loin des yeux, loin du Cœur
Loin des yeux, loin du Cœur (Far from Home) est un téléfilm américain réalisé par Michael Scott, diffusé en 2014.

## Synopsis
À la mort de son oncle, Nicholas Boyd, prof de lettres sans le sou, revient pour la première fois sur l'île de son enfance qu'il avait brutalement quittée 15 ans plus tôt. Personne n'a oublié cet enfant du pays et le brillant romancier qu'il fut lorsqu'il écrivit son unique best-seller. Le jeune homme est pourtant dubitatif d'apprendre que son oncle, avec qui il avait coupé les ponts, lui lègue le Morning Beacon, le journal de l'île...

## Fiche technique
- Titre original : Far from Home
- Réalisation : Michael Scott
- Scénario : Bryar Freed
- Photographie : Adam Sliwinski
- Musique : David Ramos
- Pays : États-Unis
- Durée : 90 min
- Date de diffusion :
  -  France : 5 septembre 2014 sur M6

## Distribution
- Barry Watson (V. F. : Mathias Kozlowski) : Nicholas Boyd
- Paul McGillion (V. F. : Guillaume Lebon) : Graham Westlake
- Aleks Paunovic : Dale Cottonwood
- Matty Finochio : Stan
- Lorne Cardinal (V. F. : Antoine Tomé) : Roger Calhoun
- Patricia Harras : Faith
- Trevor Lerner : Ray Schugren

Version française (V. F.) selon le carton de doublage.